# Медаль «За трудовое отличие» (НРБ)
Медаль «За трудовое отличие» была учреждена в Болгарии 13 декабря 1950 года.
Медаль вручалась «за достижения в трудовой и общественной жизни страны». Первым награждённым 6 апреля 1951 года был А. Печев. Медаль была отменена в 1991 году.

## Внешний вид
Аверс: по центру изображены мужская и женская фигуры, держащие серп и молот. Слева колосья пшеницы, справа зубчатое колесо, символизирующее сельское хозяйство и промышленность. Надпись: "ЗА ТРУДОВО ОТЛИЧИЕ".
Реверс: по центру изображена женщина-тракторист, за ней трактор, по кругу зубчатое колесо.